# 趙小僑
趙小僑（1979年11月15日—），藝名小僑，台灣女演員，曾為喬傑立家族旗下女團七朵花的團長。現為北京風雷動文化傳媒有限公司旗下藝人。 畢業於東吳大學會計學系。
七朵花的隊長，曾参與綜藝節目主持、戲劇《王子變青蛙》、《住左邊住右邊》、《愛情兩好三壞》演出。
全方位的表現與極為認真敬業的態度常被人讚譽有加。

## 演藝經歷
小僑与陳喬恩、屈旻潔、賴薇如、饅頭、仔仔、王宇婕7人組成女子團體七朵花。并担任团体的團長，代表紫色和劍蘭。2005年4月起，七朵花剩下小僑和陳喬恩、屈旻潔、賴薇如4人。以七朵花身份與其他成員和師兄5566主持《鬥陣俱樂部之五六大勝利》。在《西街少年》、《千金百分百》、《王子變青蛙》、《愛情魔髮師》等劇集演出。2005年尾以七朵花名義推出《七朵花同名專輯》。2009年12月4名成员合约到期自动单飞解散，在各领域发展。

## 個人生活
2011年據媒體報導與劉亮佐傳出戀情，兩人在2017年結婚 ，2022年7月5日產下一女。

## 音乐作品

### 唱片
- 2003年《西街少年》電視原聲帶
- 2003年 R&B《Lucky 7》
- 2004年《紫禁之巔》電視原聲帶
- 2004年《天國的嫁衣》電視原聲帶
- 2005年《愛的奇蹟》喬傑立巨星最紅偶像劇精選
- 2005年《王子變青蛙》電視原聲帶
- 2005年《七朵花首張同名專輯》
- 2006年《愛的奇蹟 2─ 跳舞吧 !J-Star》
- 2006年《愛情魔髮師》電視原聲帶
- 2007年《愛的奇蹟 3— 搖滾萬歲 !J-Star》
- 2007年《J-Star巨星音樂教室第一集-我是大明星》
- 2007年《J-Star巨星音樂教室第二集-我是紅歌星》

## 演出作品

### 電視劇
| 拍攝年份 | 首播日期      | 播出頻道               | 劇名                              | 角色       | 備註               |
| -------- | ------------- | ---------------------- | --------------------------------- | ---------- | ------------------ |
| 2003年   | 2003/09/21    | 華視、三立都會台       | 《西街少年》                      | 松本美利子 |                    |
| 2003年   | 2003/11/13    | 華視、三立都會台       | 《千金百分百》                    | 封小嬋     |                    |
| 2004年   | 2004/10/20    | 新傳媒                 | 《任我遨遊》                      | 何亦琳     |                    |
| 2005年   | 2005/06/01    | 三立都會台             | 《大熊醫師家》                    | 徐小喬     | 客串第95集         |
| 2005年   | 2005/06/05    | 台視、三立都會台       | 《王子變青蛙》                    | 范芸熙     |                    |
| 2006年   | 2006/05/01    | 台視、三立都會台       | 《愛情魔髮師》                    | 范小玲     | 客串第13集         |
| 2006年   | 2006/05/01    | 三立都會台             | 《住左邊住右邊之全民拼幸福》      | 小喬       |                    |
| 2006年   | 2006/07/16    | 台視、三立都會台       | 《微笑PASTA》                     | RITA       |                    |
| 2007年   | 2007/10/14    | 民視、衛視中文台       | 《愛情兩好三壞》                  | 文姿       |                    |
| 2007年   | 2008/01/30    | 華視                   | 《歡喜來逗陣》                    | 黃曉蕾     |                    |
| 2009年   | 2009/06/08    | 華視                   | 《魔女18號》                      | 范晶晶     |                    |
| 2011年   | 2011/09/21    | 台視                   | 《》                              | 王惠敏     |                    |
| 2011年   | 2012/02/29    | 台視                   | 《女人花》                        | 鍾佳瑜     |                    |
| 2013年   | 2013/09/18    | 三立都會台             | 《幸福選擇題》                    | 喬琪萱     |                    |
| 2014年   | 2015          | LiTV 線上影視          | 《單身有約》                      | 趙心心     |                    |
| 2016年   | 2017年6月12日 | 愛奇藝                 | 《深夜食堂 (亞洲華語版)》         | 媳婦       |                    |
| 2018年   | 2018年7月7日  | 公視                   | 《你的孩子不是你的孩子-貓的孩子》 | 小姑姑     |                    |
| 2019年   | 2020年3月23日 | 腾讯视频、芒果TV、WeTV | 《忘記你，記得愛情》              | 陳金枝     | 此劇翻拍王子變青蛙 |

### 舞台劇
- 2010年屏風表演班 - 《婚外信行為》2010年10月2日公演
- 2011年屏風表演班 - 《徵婚啟事》2011年6月17日公演

### MV
- 2003年 周傳雄 《我在身邊》
- 2003年 5566 《神話》
- 2004年 5566《C'est si bon》
- 2005年 5566《同一個世界》
- 2006年 張棟樑《北極星的眼淚》

## 主持作品

### 電視
| 年份   | 播出頻道    | 節目名稱                                       |
| ------ | ----------- | ---------------------------------------------- |
| 2000年 | 三立都會台  | 《完全娛樂》                                   |
| 2002年 | 台視        | 《娛樂短波新聞》                               |
| 2002年 | 緯來        | 《全民快打》                                   |
| 2002年 | 三立都會台  | 《電子情人》                                   |
| 2004年 |             | 《綜藝大喝采》                                 |
| 2004年 | 華視        | 《鬥陣聚樂部之五六大勝利》，與七朵花成員一起。 |
| 2005年 | MTV台       | 《瘋狂Lucky9》                                 |
| 2007年 | 華視        | 《綜藝大乃霸》                                 |
| 2007年 | 東森綜合台  | 《開運鑑定團》                                 |
| 2008年 | 衛視中文台  | 《爆桿賓果王》                                 |
| 2008年 | 衛視中文台  | 《鄉親大擂台》                                 |
| 2009年 | 華視        | 《幸福A計畫》                                  |
| 2009年 | 年代MUCH TV | 《至尊百家樂》                                 |

### 廣播
| 年份                        | 播出頻道 | 節目名稱         | 備註         |
| --------------------------- | -------- | ---------------- | ------------ |
| 2024年1月2日～2024年2月29日 | 飛碟電台 | 《飛碟happy go》 | 主持週二、四 |

## 書籍
- 2003年 《R&B Ganbade》寫真書
- 2023年 《1000針的勇氣》

## 外部連結
- 趙小僑 官方粉絲專頁的Facebook專頁
- 趙小僑的Instagram帳戶
- 趙小僑的新浪微博
- 趙小僑在豆瓣上的资料（简体中文）
- 趙小僑在时光网上的簡介（简体中文）
- 華文影史庫 趙小僑 簡介 （页面存档备份，存于）
- YouTube上的趙小僑女人說頻道